# Falu domsagas södra tingslags valkrets
Falu domsagas södra tingslags valkrets var vid valen 1896–1908 till andra kammaren en egen valkrets med ett mandat. Valkretsen, som ungefär motsvarade dagens Borlänge kommun, avskaffades vid införandet av proportionellt valsystem i valet 1911 och uppgick då i Kopparbergs läns västra valkrets. 

## Riksdagsman
- Anders Hansson, vilde 1897–1899, lib s 1900–1911 (1897–1911)

## Valresultat

### 1896
| Andrakammarvalet i Sverige 1896: Falu domsagas södra tingslags valkrets | Andrakammarvalet i Sverige 1896: Falu domsagas södra tingslags valkrets | Andrakammarvalet i Sverige 1896: Falu domsagas södra tingslags valkrets | Andrakammarvalet i Sverige 1896: Falu domsagas södra tingslags valkrets | Andrakammarvalet i Sverige 1896: Falu domsagas södra tingslags valkrets | Andrakammarvalet i Sverige 1896: Falu domsagas södra tingslags valkrets |
| Parti                                                                   | Parti                                                                   | Kandidat                                                                | Röster                                                                  | %                                                                       | ±                                                                       |
| ----------------------------------------------------------------------- | ----------------------------------------------------------------------- | ----------------------------------------------------------------------- | ----------------------------------------------------------------------- | ----------------------------------------------------------------------- | ----------------------------------------------------------------------- |
|                                                                         | Obunden frihandelsvän                                                   | Anders Hansson                                                          | 698                                                                     | 64,6                                                                    |                                                                         |
|                                                                         | Obunden protektionist                                                   | Johan Enbäck i Borlänge                                                 | 380                                                                     | 35,2                                                                    |                                                                         |
|                                                                         | Annat                                                                   | Övriga                                                                  | 2                                                                       | 0,2                                                                     |                                                                         |
| Valdeltagande                                                           | Valdeltagande                                                           | Valdeltagande                                                           | 1,081                                                                   | 63,3                                                                    |                                                                         |

### 1899
| Andrakammarvalet i Sverige 1899: Falu domsagas södra tingslags valkrets | Andrakammarvalet i Sverige 1899: Falu domsagas södra tingslags valkrets | Andrakammarvalet i Sverige 1899: Falu domsagas södra tingslags valkrets | Andrakammarvalet i Sverige 1899: Falu domsagas södra tingslags valkrets | Andrakammarvalet i Sverige 1899: Falu domsagas södra tingslags valkrets | Andrakammarvalet i Sverige 1899: Falu domsagas södra tingslags valkrets |
| Parti                                                                   | Parti                                                                   | Kandidat                                                                | Röster                                                                  | %                                                                       | ±                                                                       |
| ----------------------------------------------------------------------- | ----------------------------------------------------------------------- | ----------------------------------------------------------------------- | ----------------------------------------------------------------------- | ----------------------------------------------------------------------- | ----------------------------------------------------------------------- |
|                                                                         | Liberala samlingspartiet                                                | Anders Hansson                                                          | 474                                                                     | 70,7                                                                    | +6,1                                                                    |
|                                                                         | Vänstersinnad                                                           | L.J. Hagman i Domnarvet                                                 | 111                                                                     | 16,6                                                                    |                                                                         |
|                                                                         | Annat                                                                   | J. Jakobsson i Fagersta                                                 | 82                                                                      | 12,2                                                                    |                                                                         |
|                                                                         | Annat                                                                   | Övriga                                                                  | 3                                                                       | 0,4                                                                     |                                                                         |
| Valdeltagande                                                           | Valdeltagande                                                           | Valdeltagande                                                           | 672                                                                     | 31,5                                                                    |                                                                         |

Valet ägde rum den 10 september 1899.

### 1902
| Andrakammarvalet i Sverige 1902: Falu domsagas södra tingslags valkrets | Andrakammarvalet i Sverige 1902: Falu domsagas södra tingslags valkrets | Andrakammarvalet i Sverige 1902: Falu domsagas södra tingslags valkrets | Andrakammarvalet i Sverige 1902: Falu domsagas södra tingslags valkrets | Andrakammarvalet i Sverige 1902: Falu domsagas södra tingslags valkrets | Andrakammarvalet i Sverige 1902: Falu domsagas södra tingslags valkrets |
| Parti                                                                   | Parti                                                                   | Kandidat                                                                | Röster                                                                  | %                                                                       | ±                                                                       |
| ----------------------------------------------------------------------- | ----------------------------------------------------------------------- | ----------------------------------------------------------------------- | ----------------------------------------------------------------------- | ----------------------------------------------------------------------- | ----------------------------------------------------------------------- |
|                                                                         | Liberala samlingspartiet                                                | Anders Hansson                                                          | 640                                                                     | 52,9                                                                    | -17,8                                                                   |
|                                                                         | Obunden radikal                                                         | E. Dalberg i Borlänge                                                   | 567                                                                     | 46,9                                                                    |                                                                         |
|                                                                         | Annat                                                                   | Övriga                                                                  | 2                                                                       | 0,2                                                                     |                                                                         |
| Valdeltagande                                                           | Valdeltagande                                                           | Valdeltagande                                                           | 1,209                                                                   | 48,5                                                                    |                                                                         |

Valet ägde rum den 7 september 1902.

### 1905
| Andrakammarvalet i Sverige 1905: Falu domsagas södra tingslags valkrets | Andrakammarvalet i Sverige 1905: Falu domsagas södra tingslags valkrets | Andrakammarvalet i Sverige 1905: Falu domsagas södra tingslags valkrets | Andrakammarvalet i Sverige 1905: Falu domsagas södra tingslags valkrets | Andrakammarvalet i Sverige 1905: Falu domsagas södra tingslags valkrets | Andrakammarvalet i Sverige 1905: Falu domsagas södra tingslags valkrets |
| Parti                                                                   | Parti                                                                   | Kandidat                                                                | Röster                                                                  | %                                                                       | ±                                                                       |
| ----------------------------------------------------------------------- | ----------------------------------------------------------------------- | ----------------------------------------------------------------------- | ----------------------------------------------------------------------- | ----------------------------------------------------------------------- | ----------------------------------------------------------------------- |
|                                                                         | Liberala samlingspartiet                                                | Anders Hansson                                                          | 726                                                                     | 70,1                                                                    | +17,2                                                                   |
|                                                                         | Obunden radikal                                                         | E. Dalberg i Borlänge                                                   | 309                                                                     | 29,9                                                                    | -17,0                                                                   |
| Valdeltagande                                                           | Valdeltagande                                                           | Valdeltagande                                                           | 1,038                                                                   | 36,0                                                                    |                                                                         |

Valet ägde rum den 10 september 1905.

### 1908
| Andrakammarvalet i Sverige 1908: Falu domsagas södra tingslags valkrets | Andrakammarvalet i Sverige 1908: Falu domsagas södra tingslags valkrets | Andrakammarvalet i Sverige 1908: Falu domsagas södra tingslags valkrets | Andrakammarvalet i Sverige 1908: Falu domsagas södra tingslags valkrets | Andrakammarvalet i Sverige 1908: Falu domsagas södra tingslags valkrets | Andrakammarvalet i Sverige 1908: Falu domsagas södra tingslags valkrets |
| Parti                                                                   | Parti                                                                   | Kandidat                                                                | Röster                                                                  | %                                                                       | ±                                                                       |
| ----------------------------------------------------------------------- | ----------------------------------------------------------------------- | ----------------------------------------------------------------------- | ----------------------------------------------------------------------- | ----------------------------------------------------------------------- | ----------------------------------------------------------------------- |
|                                                                         | Liberala samlingspartiet                                                | Anders Hansson                                                          | 1,240                                                                   | 56,0                                                                    | -14,1                                                                   |
|                                                                         | Socialdemokraterna                                                      | Carl Kjellman                                                           | 975                                                                     | 44,0                                                                    |                                                                         |
|                                                                         | Annat                                                                   | Övriga                                                                  | 1                                                                       | 0,0                                                                     |                                                                         |
| Valdeltagande                                                           | Valdeltagande                                                           | Valdeltagande                                                           | 2,221                                                                   | 61,2                                                                    |                                                                         |

Valet ägde rum den 6 september 1908.